# Piroshátú tündérmadár
A piroshátú tündérmadár (Malurus melanocephalus) a madarak osztályának verébalakúak (Passeriformes) rendjébe és a tündérmadárfélék (Maluridae) családjába tartozó faj. A legkisebb tagja a Malurus nemnek.

## Rendszerezése
A fajt John Latham angol ornitológus írta le 1801-ben, a Muscicapa nembe Muscicapa melanocephala néven.

## Alfajai
- Malurus melanocephalus cruentatus – (Gould, 1840)
- Malurus melanocephalus melanocephalus – (Latham, 1801)[2]

## Előfordulása
Ausztrália északi és keleti részein honos. Természetes élőhelyei a szubtrópusi és trópusi szavannák, fákkal tarkított nyílt részek.

## Megjelenése
Testhossza 13 centiméter, testsúlya 6-8 gramm. Farka 6 centiméter hosszú. 
|  |  |

## Életmódja
Főként rovarokkal és azok lárváival, valamint pókokkal táplálkozik, de eszik vetőmagvakat és egyéb növényi anyagokat is.

## Szaporodás
Párzási időszaka augusztustól februárig tart, beleesik az esős időszakba. A fészket a tojó készíti (a hím nem segít) a fűbe vagy alacsonyabb bokorra. A gömb alakú fészket fűből készíti. A tojások fehérek és vöröses barna foltosak, melyből 3–4 van egy fészekben. A tojásokat a tojó egyedül költi ki 2 hét alatt. A fiókák fészekben töltött ideje a kikelés után 1 hónap.

## Természetvédelmi helyzete
Az elterjedési területe rendkívül nagy, egyedszáma pedig stabil. A Természetvédelmi Világszövetség Vörös listáján nem fenyegetett fajként szerepel.

## Külső hivatkozások
- Képek az interneten a fajról
- Internet Bird Collection - videók a fajról